# 경번갑

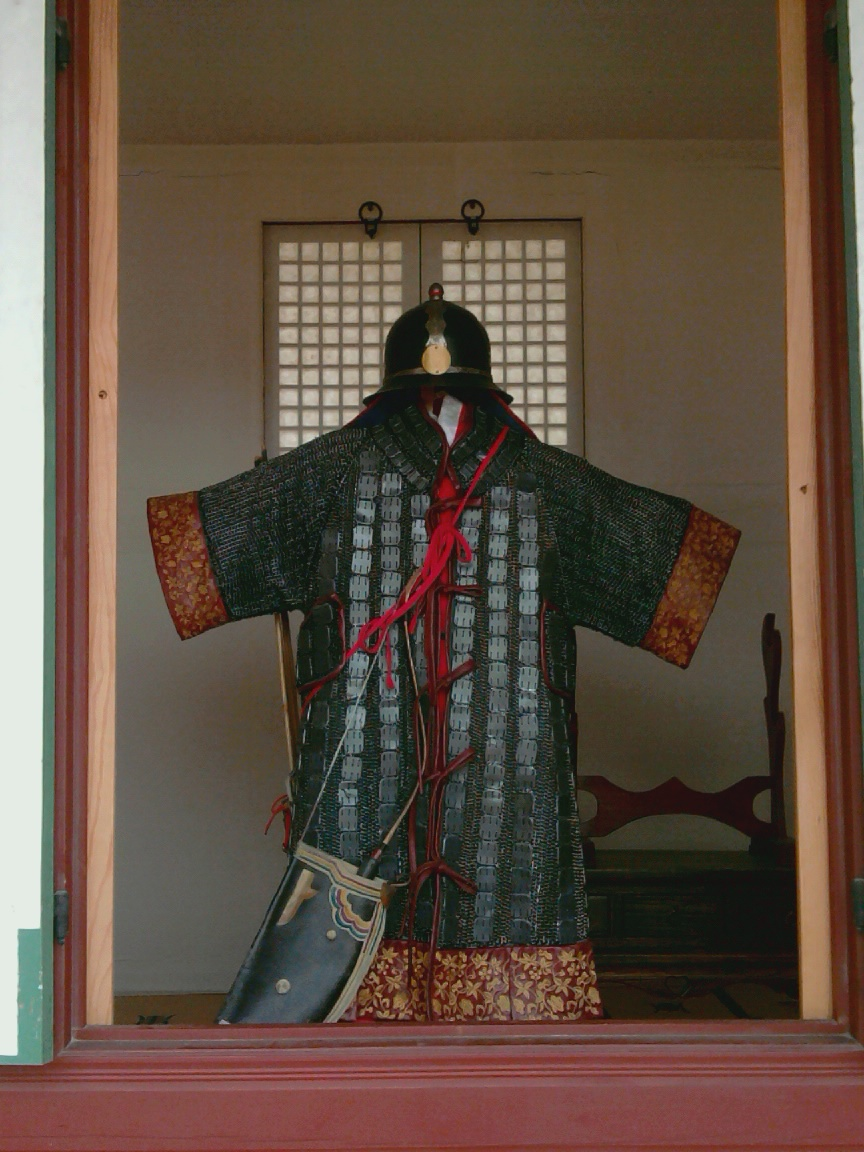
조선의 경번갑.

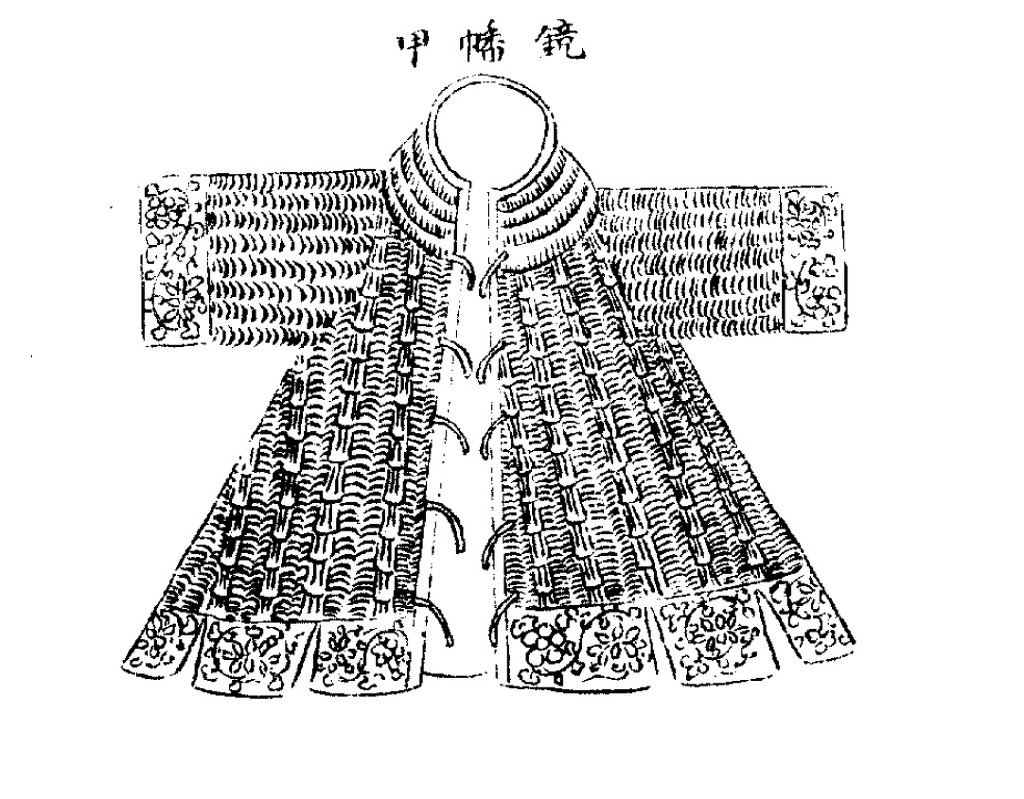
국조오례의(國朝五禮儀) 경번갑

경번갑(鏡幡甲) 또는 철판 사슬 갑옷(mail and plate armour, plated mail, plated chainmail) 또는 미늘 사슬 갑옷(splinted mail, splinted chainmail, 미늘 갑옷)은 철판이 삽입된 갑옷의 일종이다. 찰갑과 사슬 갑옷의 혼합형이며 사슬갑옷의 단점인 타격, 관통성 무기에 약한 점을 보완하기 위하여 만들어졌다. 이런 형식의 갑옷은 중동, 일본, 중국, 한국, 중앙아시아, 이란 지방, 인도, 동유럽, 무어 등지에서 쓰였다.

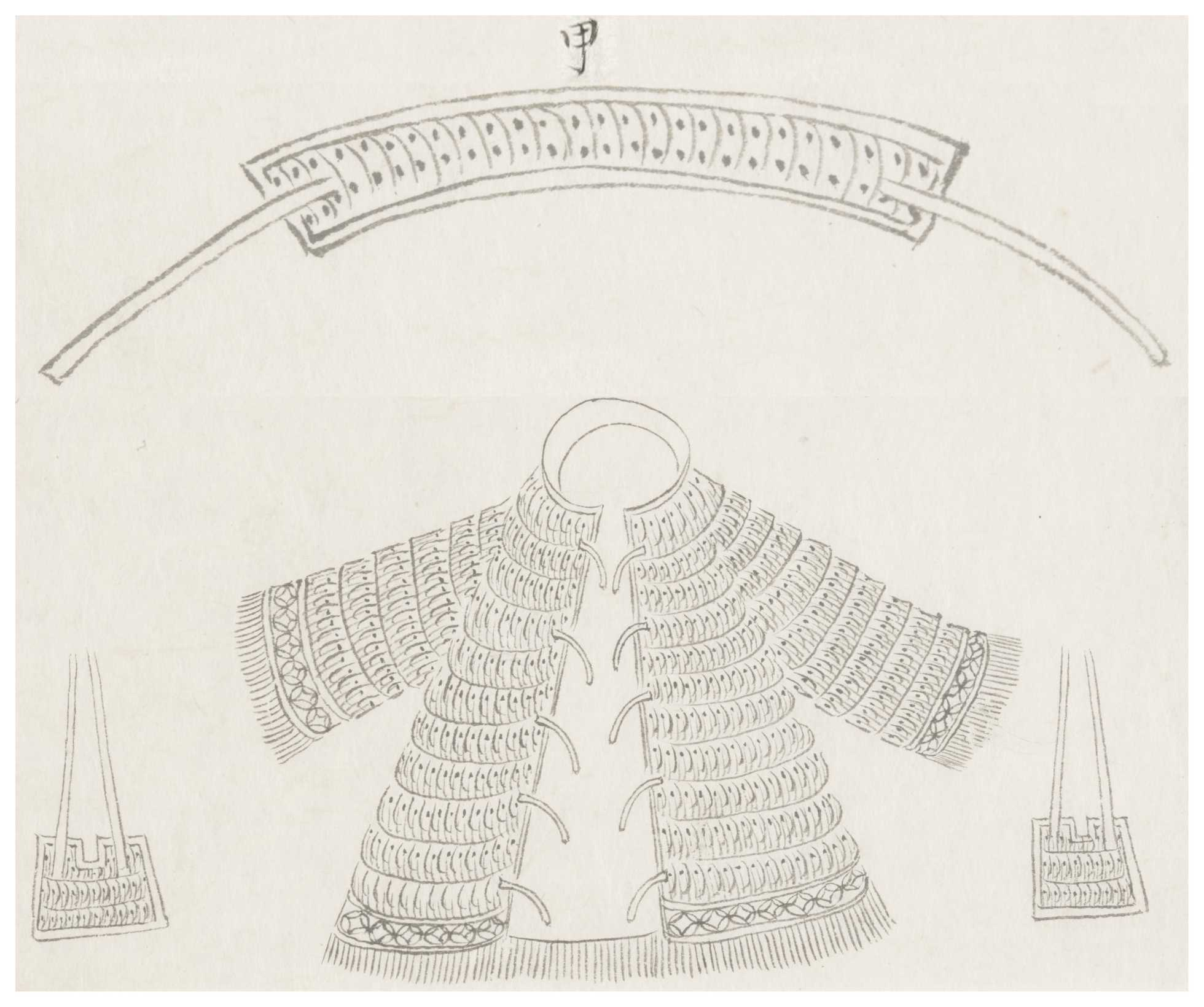
경번갑

## 경번갑의 종류
러시아에는 이 갑옷의 세 가지 변종이 있는 것으로 알려져 있다. 이들은 애초에 페르시아에서 수입해 들여왔고, 따라서 페르시아 이름을 가지고 있다.
- 베헤리츠 (Behterets)(러시아어: Бехтерец), 페르시아어 ''behter[1]에서 왔다. 작은 수평 철판들을 고리로 촘촘히 이어 수직 줄로 만들었고, 사슬 갑옷의 일부로 엮어졌다.
- 유스만 (러시아어: Юшман), 페르시아어 jawshan[1]에서 왔다. 긴 수평 철판들을 사슬 갑옷에 짜넣었고 찰갑 (예. 로마의 로리카 세그멘타타)과 닮았다
- 칼란타르 (러시아어: Калантарь) 사각 철판을 사슬 갑옷에 엮어 넣었고, 일본 카루타 [[타타미도]와 대단히 비슷하다. 주된 차이점은 칼란타르는 카루타 타타미도와 달리 천 안감이 재봉되어 있지 않다는 것이다.

보브로프에 의하면 경번갑은 중동의 넓적다리 가리개에 처음 나타났고, 황금 군단에 전파되었다. 15세기 전반의 이란 모형은 찰갑과 두정갑의 조합으로 된 다양한 경번갑을 보여주며, 때로는 가슴 보강용으로 호심경을 착용하기도 했다. 몸통 보호용으로서의 경번갑 표현은 이란 모형에서 처음 나타나는데, 이것은 상대적으로 큰 철판으로 된 경번갑을 견갑과 (긴, 수평 철판으로 된) 치마와 함께 입고, 큰 호심경으로 보강한 모습을 보여준다. 고전적인 (적층 요소 없는) 경번갑에 대한 표현은 1465년으로 추정되는 바그다드의 모형에서 찾을 수 있다. 15세기 말부터 경번갑은 찰갑을 완전히 대체하기 시작했다. 동유럽 (러시아와 폴란드)과 동양 경번갑의 주된 차이점은 동유럽 것은 보통 소매가 없는데 반해, 동양 것은 소매가 있다는 것이다 (팔뚝은 완갑으로 보호). 무거운 것에는 이 소매에 철판이 엮여 있고, (더 널리 사용된) 가벼운 것은 소매 전체가 사슬로 만들어졌다.

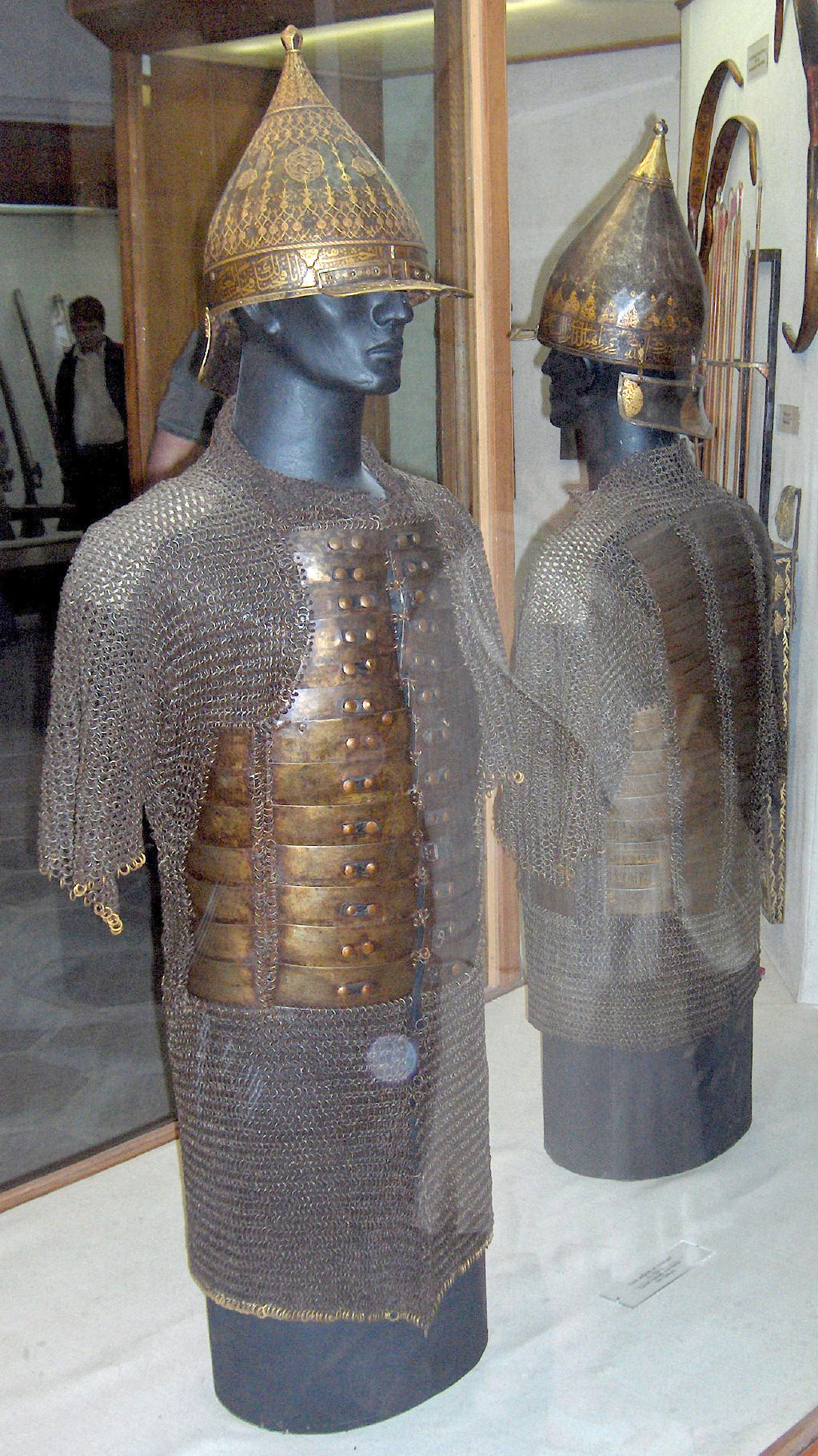
Turkish plated mail
(In Russian it is classified as "yushman")

"키타브 알 두라 알 막누나" ("비주의 서")에서 게버는 경번갑이 갑옷 (자와신), 투구 (비드), 방패 (다라크)로 이루어져 있다고 기술한다.
일본에서 경번갑은 '카루타'라고 불리는데, 작은 정사각형이나 직사각형 철판 사이를 사슬로 메운 것이다

## 참고 그림

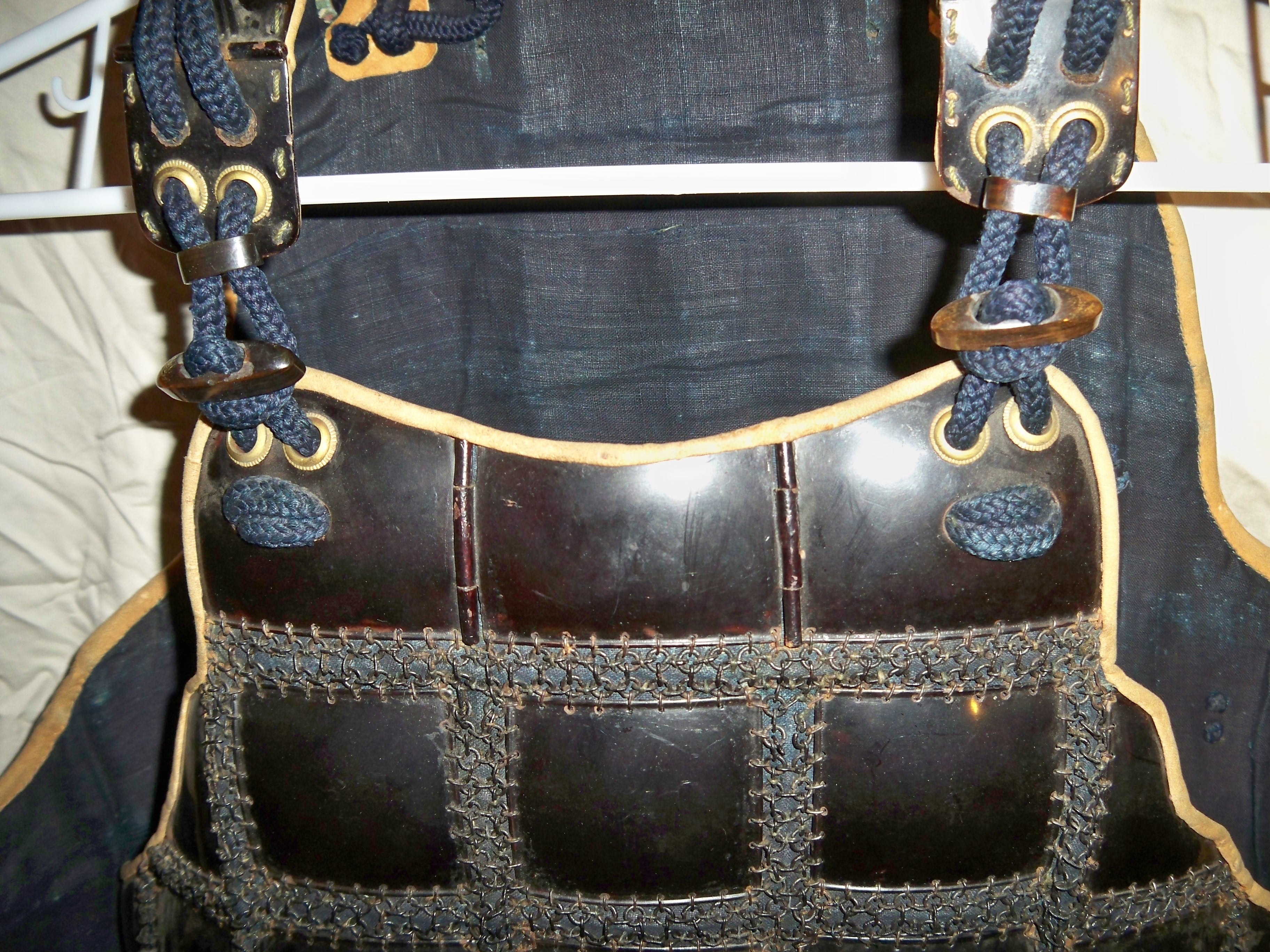
카루타 타타미도 형식의 일본 경번갑
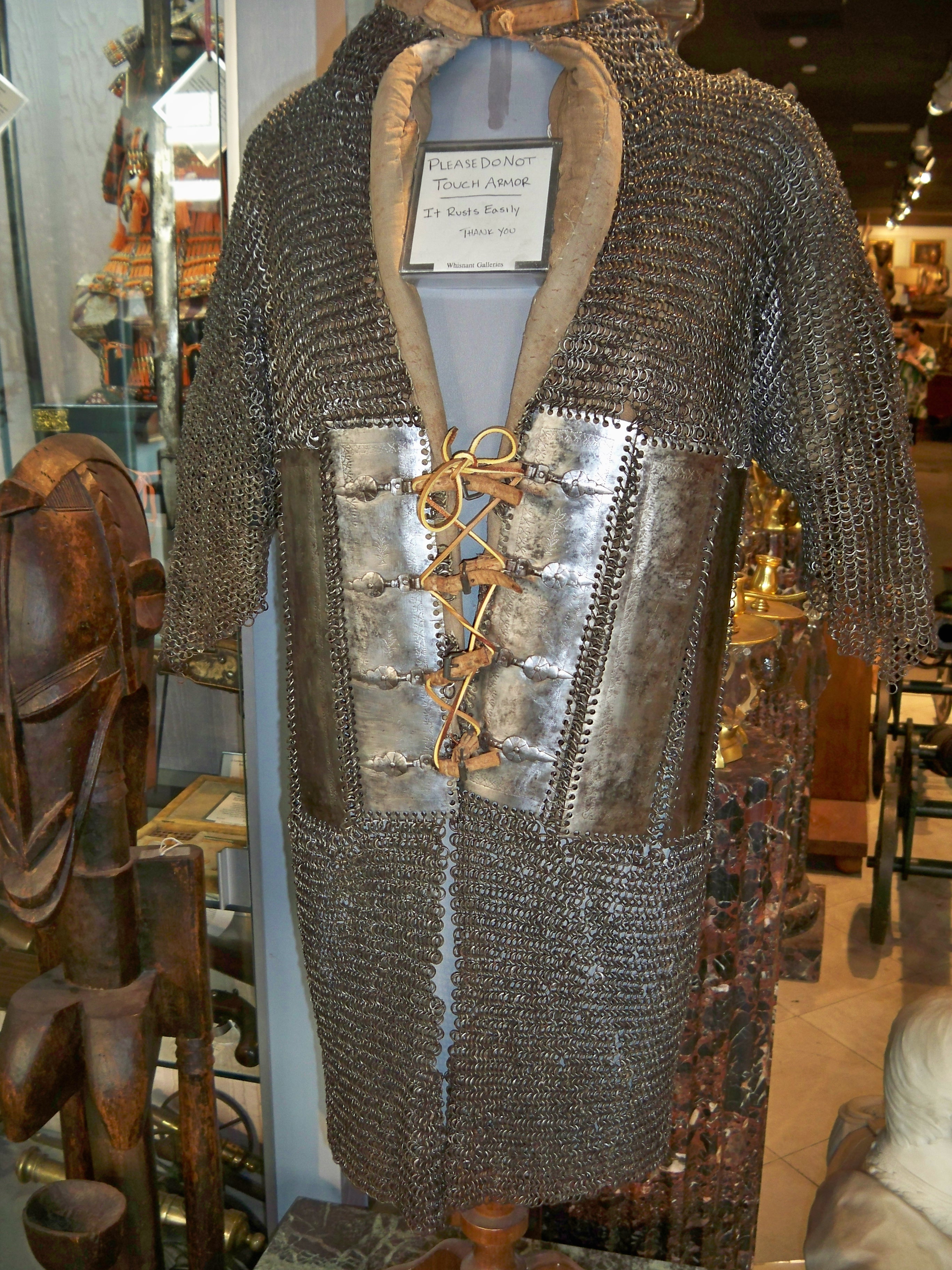
무굴 징 사슬과 철판 외투 지라 바그타르 유품. 이 종류의 갑옷은 무굴 치하의 인도에 도입되었다.
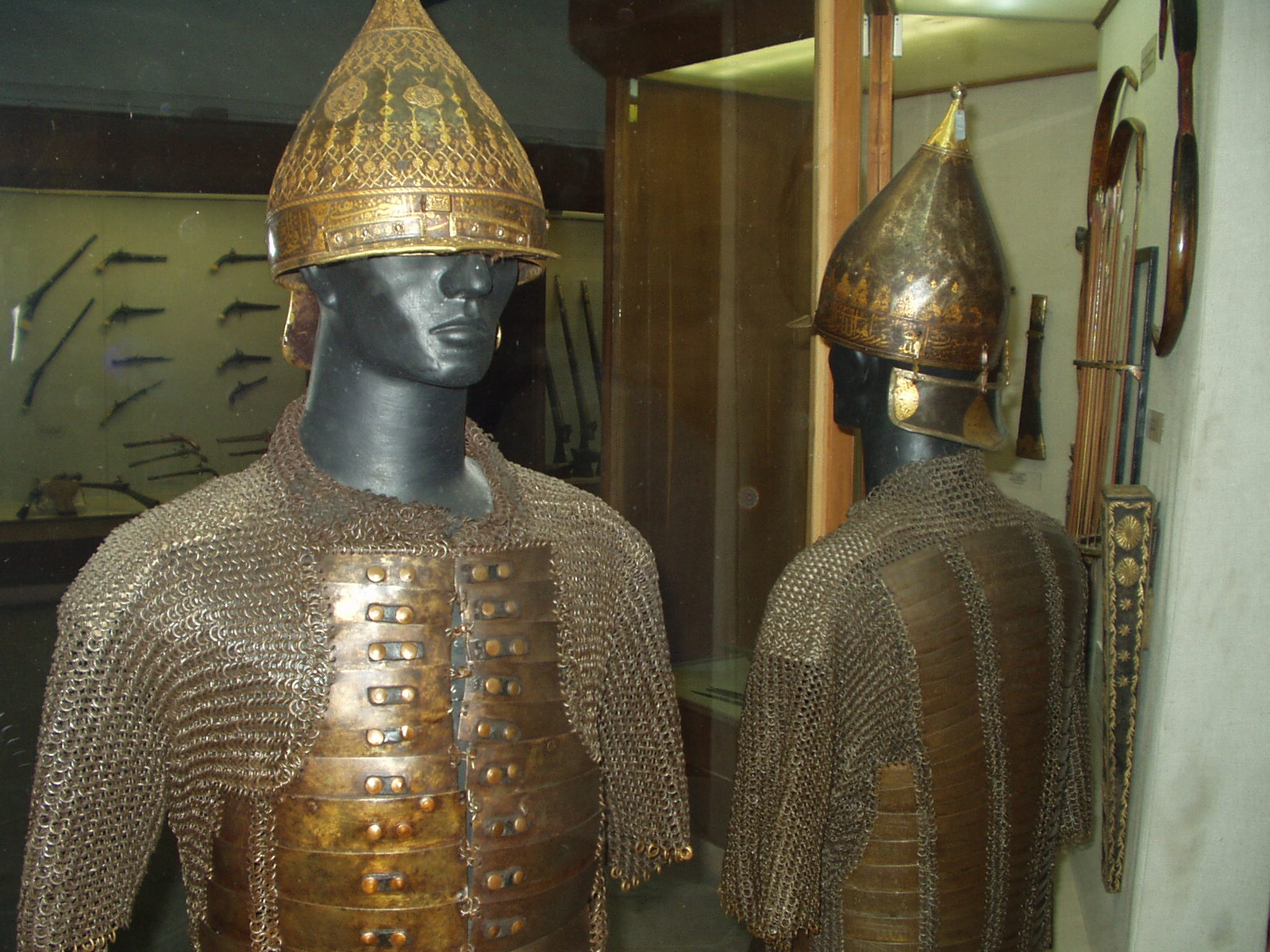
톱카피 궁전의 터키 경번갑.
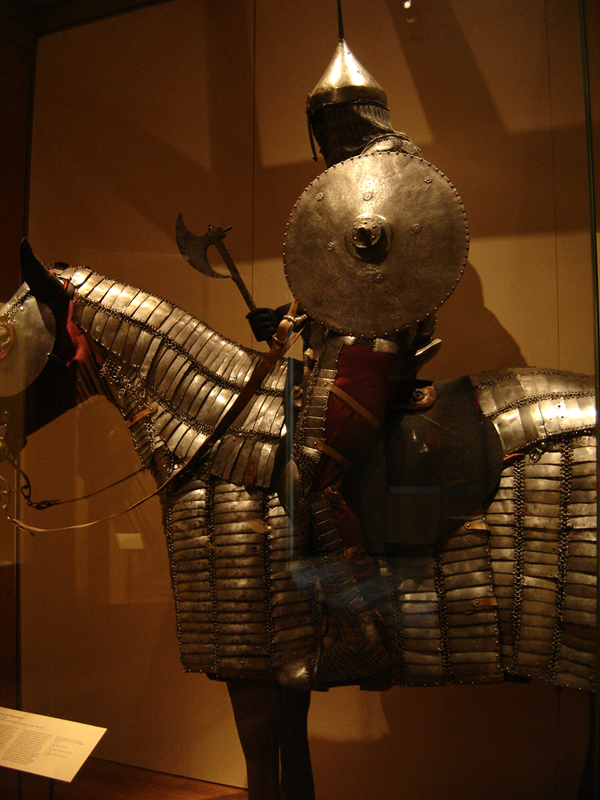
1450년 경의 이란 경번갑, 뉴욕 메트로폴리탄 미술관.

## 같이 보기

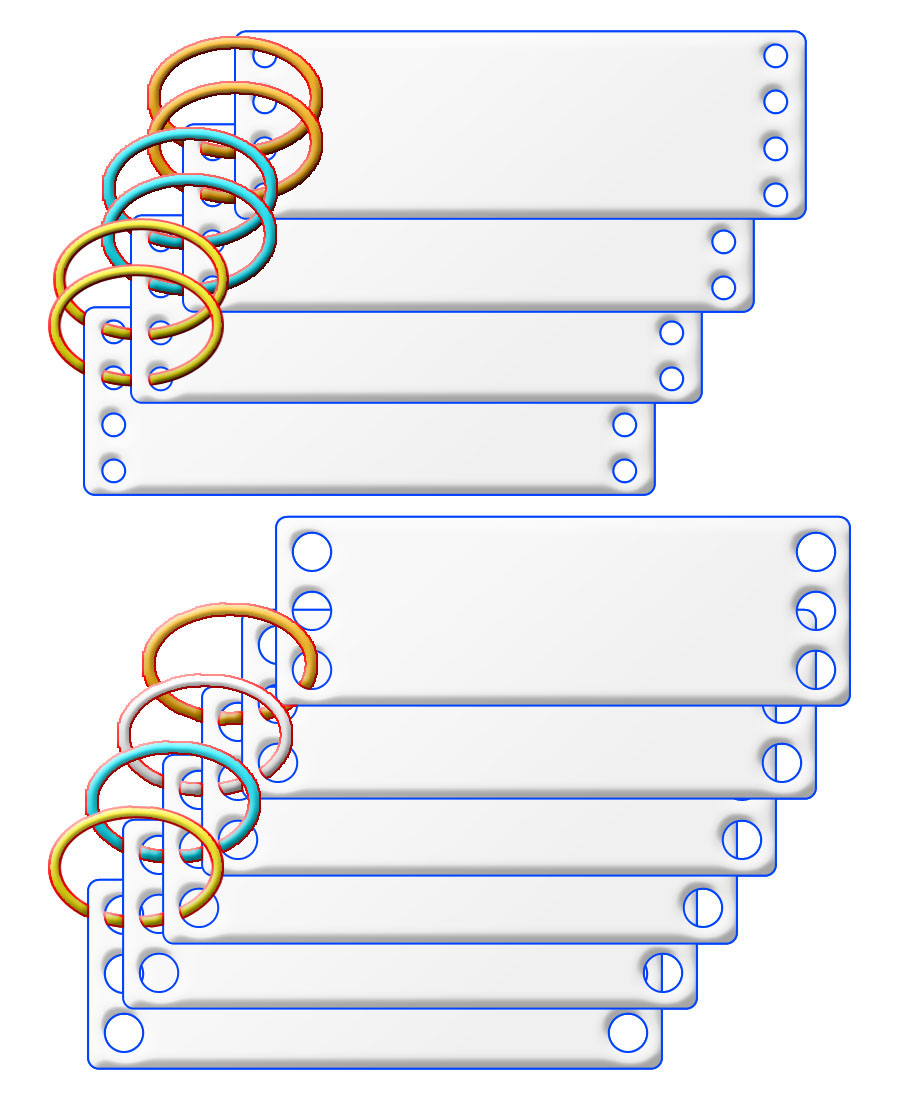
Bechter diagramm

- 코테 - 주로 경번갑에 천 안감을 댄 일본 팔 보호대

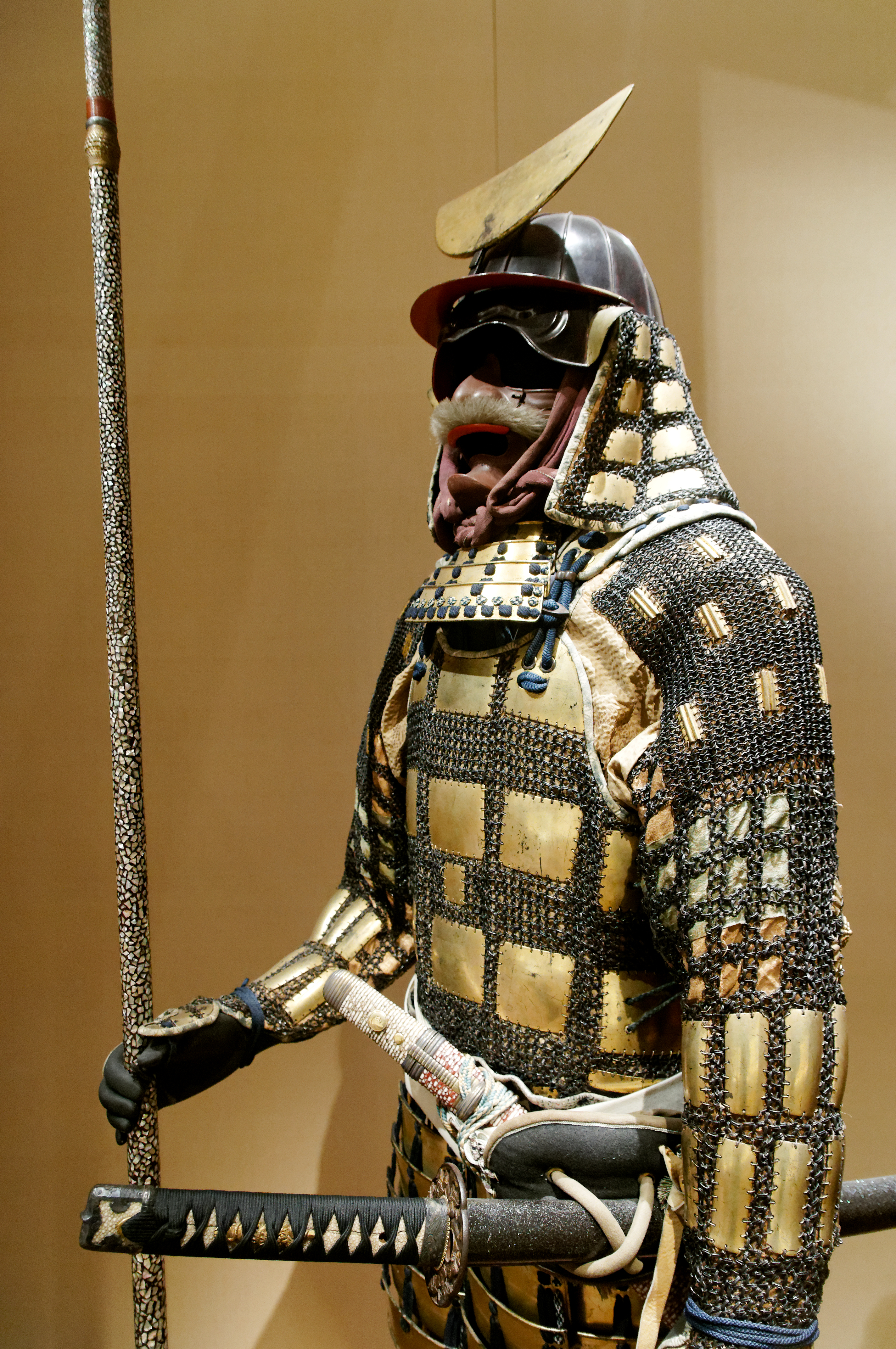
Japanese Karuta tatami-do

- Japanese Karuta tatami-dopl:Bechter poznański
- pl:Bechter moskiewski - 러시아식 경번갑
- Tatami-do - 일본식 경번갑
- de:Moro-Rüstung - 필리핀식 경번갑

- 사슬갑옷
- 미늘 갑옷
- 찰갑Bechter diagramm
- 보관됨 2013-06-13 - 웨이백 머신한국식 경번갑이다.